# Trajetória radial
Em astrodinâmica e mecânica celeste, uma trajetória radial é uma órbita kepleriana com momento angular igual a zero. Dois objetos em uma trajetória radial, se movem para perto ou para longe um do outro numa linha reta.

## Classificação
Existem três tipos de Trajetória radial (órbitas):
- Trajetória radial elíptica
- Trajetória radial parabólica
- Trajetória radial hiperbólica